# Die rote Sonne von Barbados
Die rote Sonne von Barbados ist ein Lied der deutschen Schlagerband Die Flippers. Das Stück ist die erste Singleauskopplung aus ihrem 15. Studioalbum Nur wer die Sehnsucht kennt.

## Entstehung und Artwork
Geschrieben und produziert wurde das Lied von Karl-Heinz Rupprich und Uwe Busse. Arrangiert wurde die Single unter der Leitung von Detlef Reshöft. Das Lied wurde unter den Musiklabels Bellaphon Records und CNR veröffentlicht und durch Beliver Music vertrieben. Auf dem Cover der Maxi-Single ist – neben Künstlernamen und Liedtitel – der Sonnenuntergang in Barbados zu sehen. 
Ursprünglich schrieb Busse das Lied für die deutsche Schlagerband Fernando Express. Doch kurz vor den Aufnahmen verschwand der Sänger der Band, sodass keine Aufnahmen entstehen konnten. Daraufhin nahm er das Stück zusammen mit den Flippers auf.

## Veröffentlichung und Promotion
Die Erstveröffentlichung von Die rote Sonne von Barbados erfolgte im Mai 1986 in Deutschland. Kurze Zeit später folgten Veröffentlichungen in den Niederlanden und Österreich. Die Maxi-Single wurde als 7"-Vinylplatte veröffentlicht. Neben Die rote Sonne von Barbados befindet sich auf der Vinylplatte das Lied Der Sommer mit dir als B-Seite.
Um das Lied zu bewerben, folgten unter anderem Liveauftritte in der ZDF-Hitparade, dem ZDF-Fernsehgarten und bei Formel Eins, sowie eine Vielzahl von Hitmedleys, in denen Die rote Sonne von Barbados enthalten war, in vielen Samstagabendshows in den folgenden Jahren bis zur Trennung der Band.

## Inhalt
Der Liedtext zu Die rote Sonne von Barbados ist in deutscher Sprache verfasst. Die Musik und der Text wurden gemeinsam von Karl-Heinz Rupprich und Uwe Busse geschrieben beziehungsweise komponiert. Musikalisch bewegt sich das Lied im Bereich des deutschen Schlagers. Gesungen wird es von Olaf Malolepski, im Hintergrund des Refrains sind die beiden anderen Bandmitglieder Manfred Durban und Bernd Hengst zu hören.

## Mitwirkende
| Liedproduktion - Harald Authenrieth: Keyboard - Uwe Busse: Komponist, Liedtexter, Musikproduzent - Manfred Durban: Hintergrundgesang, Schlagzeug - Bernd Hengst: E-Bass, Hintergrundgesang - Olaf Malolepski: Gesang, Gitarre - Detlef Reshöft: Arrangement - Karl-Heinz Rupprich: Komponist, Liedtexter, Musikproduzent | Unternehmen - Bellaphon Records: Musiklabel - Beliver Music: Vertrieb - CNR: Musiklabel |

## Rezeption
Am 15. Oktober 1986 belegten Die Flippers mit Die rote Sonne von Barbados Position eins der ZDF-Hitparade. Das Stück erreichte in Deutschland Rang 15 der Singlecharts und konnte sich zwölf Wochen in den Charts platzieren. In Österreich platzierte sich die Single einen Monat in den Charts und erreichte mit Rang 27 seine beste Platzierung. Obwohl es das Lied nicht auf Platz eins in Deutschland schaffte, war es trotzdem für eine Woche die erfolgreichste deutschsprachige Single in den deutschen Singlecharts.
Für die Flippers war es jeweils der siebte Charterfolg in Deutschland und Österreich. In beiden Ländern erreichte die Band erstmals nach elf Jahren wieder die Singlecharts, zuletzt gelang dies mit Luana in Deutschland und Arrivederci Napoli in Österreich im Jahre 1975. In Österreich erreichten sie mit der Single letztmals die offiziellen Charts. Busse erreichte in seiner Autorentätigkeit zum fünften Mal die Charts in Deutschland und zum ersten Mal in Österreich. Als Produzent war es sein erster Charterfolg in beiden Ländern. Für Rupprich war es nach Ti amo, Maria der zweite Charterfolg als Autor in Deutschland sowie der erste in Österreich.

## Coverversionen
- 1987: Hugo Strasser
- 2006: Roland B.
- 2009: Tom Astor
- 2009: Franz Lambert
- 2012: Captain Cook und seine singenden Saxophone
- 2012: Olaf der Flipper
- 2014: Los Paraguayos
- 2014: Michael Hirte
- 2014: Wildecker Herzbuben